# Багольник
Багольник — деревня в Глажевском сельском поселении Киришского района Ленинградской области.

## История
Деревня Багольник упоминается на карте Санкт-Петербургской губернии Ф. Ф. Шуберта 1834 года.

БАЮЛЬНИК — деревня принадлежит коллежскому советникуу Томилову, число жителей по ревизии: 58 м. п., 58 ж. п. (1838 год)

Как деревня Багольник она обозначена на специальной карте западной части России Ф. Ф. Шуберта 1844 года.

БАГОЛЬНИК — деревня господина Томилова по просёлочной дороге, число дворов — 19, число душ — 54 м. п. (1856 год)

БОГОЛЬНИК — деревня владельческая при реке Волхове, число дворов — 20, число жителей: 66 м. п., 80 ж. п.; Часовня православная. (1862 год)

В конце XIX — начале XX века деревня административно относилась к Глажевской волости 5-го земского участка 1-го стана Новоладожского уезда Санкт-Петербургской губернии.

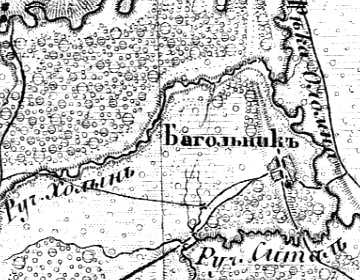
Деревня Багольник на карте 1915 года

Согласно карте Петроградской и Новгородской губерний 1915 года деревня называлась Багольник, в деревне находилась часовня.
С 1917 по 1923 год деревня Багольник входила в состав Багольницкого сельсовета Солецкой волости Новоладожского уезда.
С 1923 года в составе Глажевской волости Волховского уезда.
С 1924 года в составе Андреевского сельсовета.
Согласно данным переписи населения СССР 1926 года в деревне Багольник проживали 220 человек — все русские. 
С 1927 года в составе Андреевского района.
С 1931 года в составе Киришского района.
Согласно карте Ленинградской области Северо-западного аэрогеодезического треста ГГУ издания 1932 года деревня насчитывала 22 крестьянских двора. В деревне находились часовня и ветряная мельница.
По данным 1933 года деревня называлась Богольник и входила в состав Андреевского сельсовета Киришского района.

План деревни Багольник. 1937 год

Согласно топографической карте РККА 1937 года деревня насчитывала 48 крестьянских дворов. В деревне находились: школа и часовня. В деревне был организован колхоз «имени Красина». 
В 1939 году население деревни Багольник составляло 349 человек. Согласно переписи населения СССР 1939 года в деревне Багольник проживали 114 мужчин и 222 женщины, всего 236 человек. Ещё 57 человек были переселены в деревню из посёлка Луки и 56 человек — с хутора Первомайский. Всего 349 жителей.
С 1963 года в составе Волховского района.
С 1965 года вновь составе Киришского района. В 1965 году население деревни Багольник составляло 78 человек.
По данным 1966 года деревня называлась Богольник и входила в состав Андреевского сельсовета.
По данным 1973 года деревня называлась Багольник и также входила в состав Андреевского сельсовета.
По данным 1990 года деревня Багольник входила в состав Глажевского сельсовета.
В 1997 году в деревне Багольник Глажевской волости проживали 18 человек, в 2002 году — 24 (русские — 92 %).
В 2007 году в деревне Багольник Глажевского СП проживали 25 человек, в 2010 году — 28.

## География
Деревня расположена в северо-западной части района на автодороге 41К-574 (подъезд к дер. Багольник).
Расстояние до административного центра поселения — 22 км.
Расстояние до ближайшей железнодорожной станции Андреево — 4 км.
Деревня находится на левом берегу реки Оломна. К югу от деревни протекает река Ситаль, к северу — Халынь.

## Демография
| 1838 | 1862 | 1939 | 1965 | 1997 | 2002 | 2007 |
| ---- | ---- | ---- | ---- | ---- | ---- | ---- |
| 116  | ↗146 | ↗349 | ↘78  | ↘18  | ↗24  | ↗25  |
| 2010 | 2017 |      |      |      |      |      |
| ↗28  | ↗29  |      |      |      |      |      |

### Национальный состав
Согласно данным Всероссийской переписи населения 2021 года в деревне проживали 37 человек, из них:
 русские — 26, таджики — 11 человек.